# Оренбургское (Костанайская область)
Оренбургское (каз. Орынбор) — село в Тарановском районе Костанайской области Казахстана. Входит в состав Тарановского сельского округа. Код КАТО — 396430400.

## География
Находится примерно в 4 км к западу от районного центра, села Тарановское.

## Население
В 1999 году население села составляло 503 человека (238 мужчин и 265 женщин). По данным переписи 2009 года, в селе проживало 327 человек (160 мужчин и 167 женщин).
По данным на 1 июля 2013 года население села составляло 301 человек.